# 栄妃 (康熙帝)
栄妃（えいひ、? - 1727年）は、清の康熙帝の側室。姓はマギャ（馬佳）氏。

## 経歴
従五品員外郎のガイシャン（蓋山）の娘。康熙帝の後宮に入り、多くの子供を産んだ。康熙16年（1677年）8月、栄嬪に封ぜられた。康熙20年12月（西暦で1682年）、栄妃に進んだ。雍正5年（1727年）3月6日、亡くなった。

## 子女
- 承瑞（1667年 - 1670年）
- サインチャフン（賽音察渾）（1672年 - 1674年）
- 固倫栄憲公主
- 長華（1674年生没）
- 長生（1675年 - 1677年）
- 胤祉（誠郡王）

## 伝記資料
- 『清聖祖実録』
- 『清史稿』

## 登場作品
- テレビドラマ『康熙王朝』：容妃